# Hogna radiata clara
Hogna radiata là một phân loài nhện trong họ Lycosidae.
Loài này thuộc chi Hogna. Hogna radiata clara được Pelegrin Franganillo-Balboa miêu tả năm 1913.

## Hình ảnh

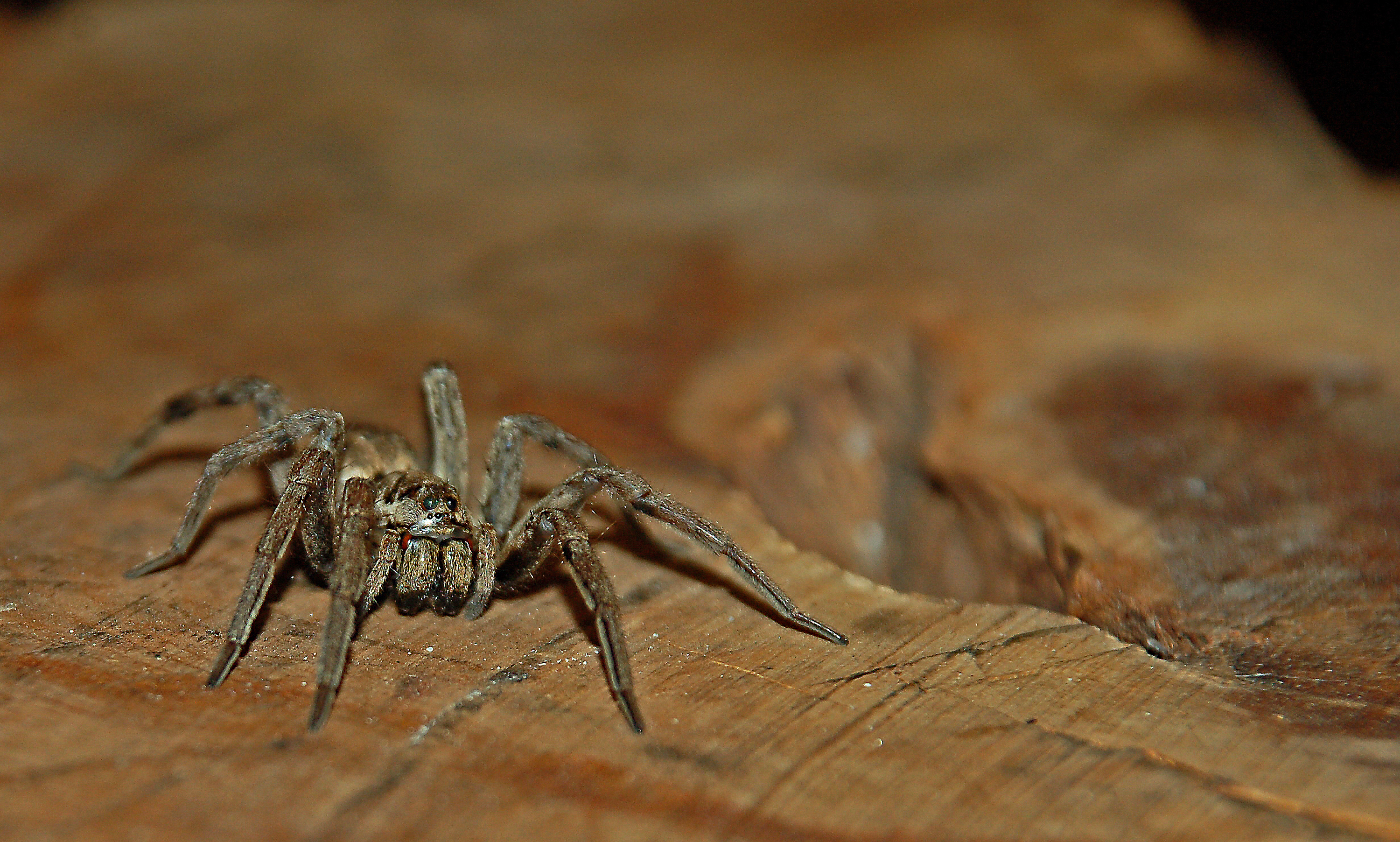
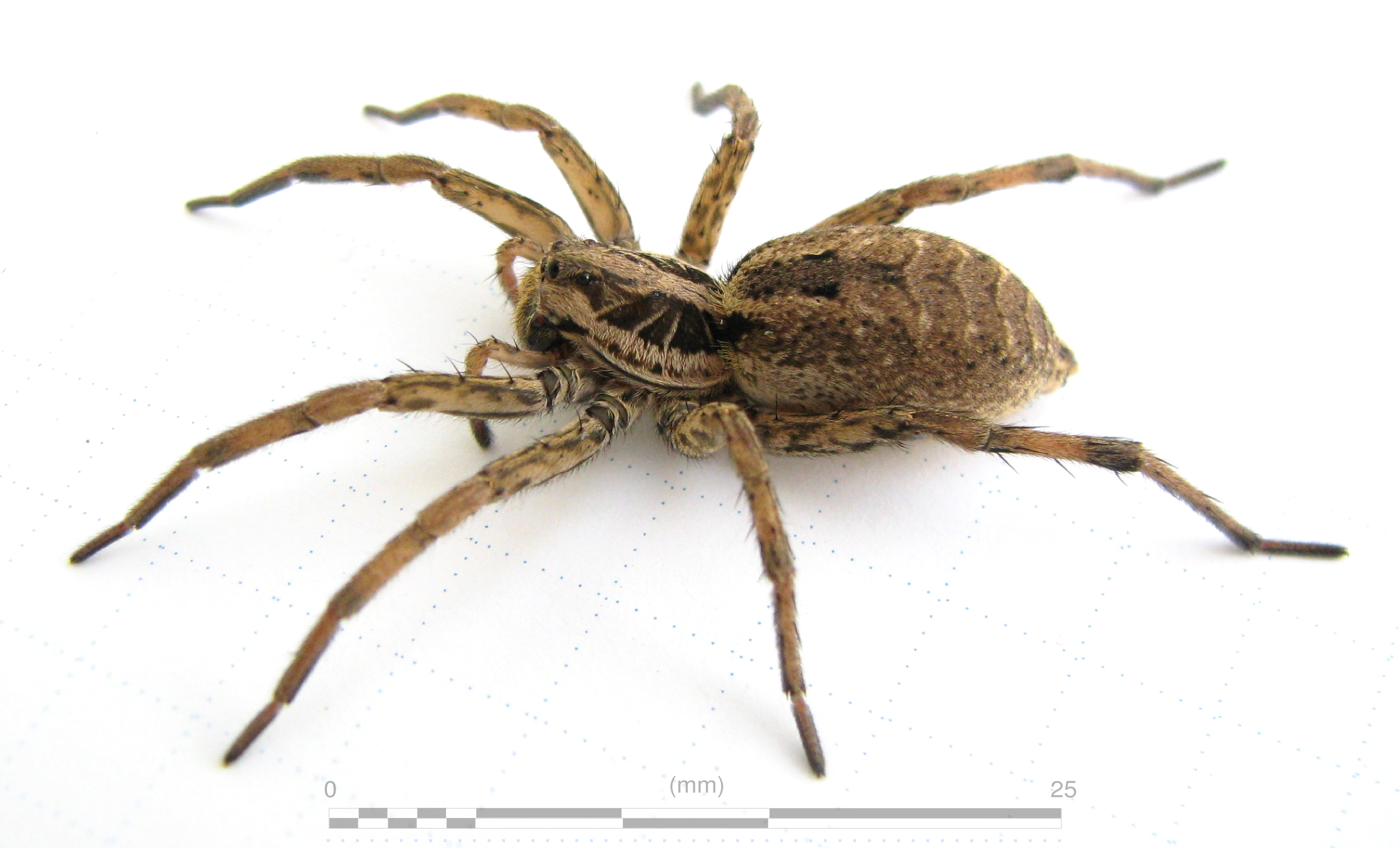
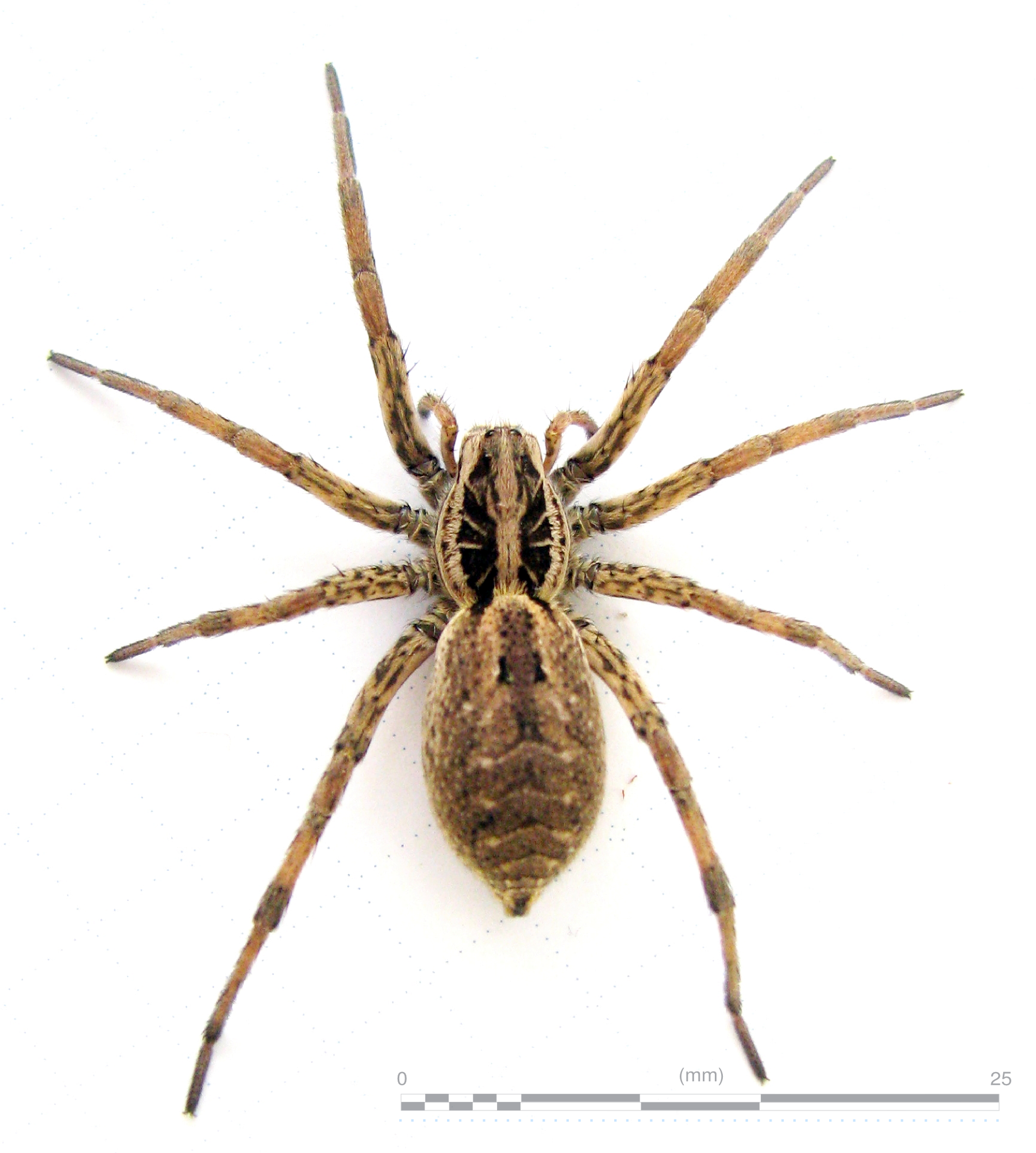
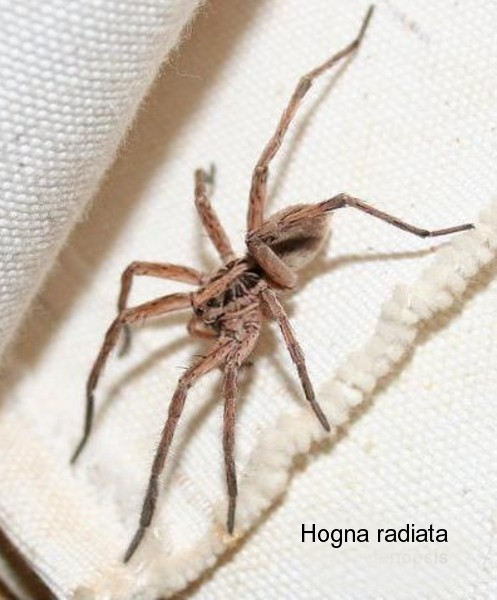